# Сантиусти, Юснейси
Юснейси Сантиусти Кабальеро (итал. Yusneysi Santiusti Caballero; род. 24 декабря 1984, Гавана) — кубинская и итальянская легкоатлетка, специалистка по бегу на средние дистанции. Выступала на профессиональном уровне в 2002—2020 годах, обладательница серебряной медали Игр Центральной Америки и Карибского бассейна, многократная победительница и призёрка первенств национального значения в дисциплинах 800 и 1500 метров, участница летних Олимпийских игр в Рио-де-Жанейро.

## Биография
Юснейси Сантиусти родилась 24 декабря 1984 года в Гаване, Куба.
Первого серьёзного успеха на международном уровне добилась в сезоне 2002 года, когда вошла в состав кубинской сборной и выступила на юниорском первенстве Центральной Америки и Карибского бассейна в Бриджтауне, где превзошла всех соперниц в беге на 800 и 1500 метров. Принимала участие в юниорском мировом первенстве в Кингстоне.
В 2003 году выиграла 800 и 1500 метров на юниорском панамериканском первенстве в Бриджтауне.
В 2005 году в беге на 800 метров стала третьей на чемпионате Центральной Америки и Карибского бассейна в Нассау, восьмой на Всемирной Универсиаде в Измире.
В 2006 году стала чемпионкой Кубы в дисциплинах 800 и 1500 метров, тогда как на Играх Центральной Америки и Карибского бассейна в Картахене в тех же дисциплинах была пятой и второй соответственно.
С 2007 года постоянно проживала в Италии и выступала на различных итальянских стартах.
В декабре 2015 года получила итальянское гражданство и с этого момента имела возможность принимать участие в крупнейших международных стартах в составе национальной сборной Италии.
В 2016 году заняла пятое место в беге на 800 метров на чемпионате Европы в Амстердаме. Выполнив олимпийский квалификационный норматив (2:01.50), удостоилась права защищать честь страны на летних Олимпийских играх в Рио-де-Жанейро, где в дисциплине 800 метров остановилась на стадии полуфиналов.
В 2017 году стала второй на командном чемпионате Европы в Лилле, выступила на чемпионате мира в Лондоне.
В 2018 году помимо прочего финишировала пятой на Средиземноморских играх в Таррагоне, стартовала на чемпионате Европы в Берлине.
Завершила спортивную карьеру по окончании сезона 2020 года.